# Heaven 17
A Heaven 17 egy brit szintipop együttes Sheffieldből. Az együttest 1980-ban alapították. Egyik legnagyobb sikert hozó albumuk az 1981-ben megjelent Penthouse and Pavement, amely szerepel az 1001 lemez, amit hallanod kell, mielőtt meghalsz című könyvben.

## Diszkográfia
- Penthouse and Pavement (1981)
- The Luxury Gap (1983)
- How Men Are (1984)
- Pleasure One (1986)
- Teddy Bear, Duke & Psycho (1988)
- Bigger Than America (1996)
- Before After (2005)
- Naked as Advertised (2008)

## Fordítás
- Ez a szócikk részben vagy egészben  a   Heaven 17 című angol Wikipédia-szócikk fordításán alapul.  Az eredeti cikk szerkesztőit annak laptörténete sorolja fel. Ez a jelzés csupán a megfogalmazás eredetét és a szerzői jogokat jelzi, nem szolgál a cikkben szereplő információk forrásmegjelöléseként.